# Halle de Calmont
La halle de Calmont est une halle située à Calmont-de-Plancatge, en France.

## Localisation
La halle est située sur la commune de Calmont-de-Plancatge, dans le département français de l'Aveyron.

## Historique
L'édifice est classé au titre des monuments historiques en 1937.